# NGC 889
NGC 889 ist eine elliptische Galaxie vom Hubble-Typ E1 im Sternbild Phoenix am Südsternhimmel. Sie ist schätzungsweise 228 Millionen Lichtjahre von der Milchstraße entfernt und hat einen Durchmesser von etwa 65.000 Lj.
Im selben Himmelsareal befinden sich u. a. die Galaxien NGC 893 und IC 1796.
Das Objekt wurde  am 5. September 1834 von John Herschel entdeckt.